# Гільче
Гільче (спольщена назва Гульче, пол. Hulcze) — село в Польщі, у гміні Долобичів Грубешівського повіту Люблінського воєводства. Населення — 363 особи (2011).

## Історія

Церква арх. Михаїла у Гільчому, спалена у 1973 р.

На 1 січня 1939 року в селі мешкало 720 осіб, з них 450 українців-греко-католиків, 195 українців-римокатоликів, 15 поляків, 30 польських колоністів міжвоєнного періоду, 30 євреїв.
1-5 липня 1947 року під час операції «Вісла» польська армія виселила з Гільчого на приєднані до Польщі північно-західні терени 42 українців. У селі залишився 21 поляк.
У 1975—1998 роках село належало до Замойського воєводства.

## Церква
В селі існувала церква Архангела Михаїла споруджена у 1869 році, котра була побудована на місці більш давньої. Належала до Варязького деканату Перемишльської єпархії. Після виселення українців, певний час, використовувалась поляками для латинських служб. Спалена 21 березня 1973 р., на її місці змуровано костел.

## Населення
Демографічна структура станом на 31 березня 2011 року:
|          | Загалом | Допрацездатний вік | Працездатний вік | Постпрацездатний вік |
| -------- | ------- | ------------------ | ---------------- | -------------------- |
| Чоловіки | 169     | 28                 | 117              | 24                   |
| Жінки    | 194     | 45                 | 107              | 42                   |
| Разом    | 363     | 73                 | 224              | 66                   |